# پارک سانگوو
پارک سانگوو (Park Sangwoo) (Hangul 박상우؛ زادهٔ ۲ ژوئیه ۱۹۵۸) نویسنده اهل کره جنوبی است. در سال ۱۹۹۹ او بیست و سومین جایزه ادبی یی سانگ را برای داستان کوتاه خود " Nae maeumui oktapbang " (내 마음의 옥탑방 اتاق زیر شیروانی قلب من) دریافت کرد.
او در دوران دانشجویی بیشتر شعر می‌گفت، اما پس از اینکه شاهد خودکشی یکی از دوستانش ناامیدش از آشفتگی سیاسی کره جنوبی در سال ۱۹۸۰ بود، شعر را رها کرد و داستان نوشت.

## آثار
۱. 비밀 문장 (۲۰۱۶)
جملات مخفی (۲۰۱۶)
۲. 인생을 충전하는 ۹۹가지 이야기 (۲۰۱۱)
۹۹ داستان برای شارژ مجدد زندگی شما (۲۰۱۱)
۳. 작가 (۲۰۰۹)
نویسنده (۲۰۰۹)
۴. 인형의 마을 (۲۰۰۸)
دهکده عروسک‌ها (۲۰۰۸)
۵. 혼자일 때 그곳에 간다 (۲۰۰۸)
وقتی تنها هستم به آنجا می‌روم (۲۰۰۸)
۶. 짬봉 (۲۰۰۷)
Jjamppong (۲۰۰۷)
۷. 길모퉁이 추락천사 (۲۰۰۶)
فرشته افتاده در گوشه و اطراف (۲۰۰۶)
۸. 화성 (۲۰۰۵)
مریخ (۲۰۰۵)
۹. 칼 (۲۰۰۵)
چاقو (۲۰۰۵)
۱۰. 지붕 (۲۰۰۵)
سقف (۲۰۰۵)
۱۱. 사랑보다 낯선 (۲۰۰۴)
غریب تر از عشق (۲۰۰۴)
۱۲. 반짝이는 것은 모두 혼자다 (۲۰۰۳)
همه آنچه که می‌درخشد تنهاست (۲۰۰۳)
۱۳. 노란 잠수함 (۲۰۰۳)
زیردریایی زرد (۲۰۰۳)
۱۴. 열대야 (۲۰۰۳)
شب گرمسیری (۲۰۰۳)
۱۵. 백마، 그 폐허 (۲۰۰۳)
خرابه Baekma (۲۰۰۳)
۱۶. 가시면류관 초상 (۲۰۰۳)
پرتره تاج خارها (۲۰۰۳)
۱۷. 산타페 (۲۰۰۲)
سانتافه (۲۰۰۲)
۱۸. 내 마음의 옥탑방 (۲۰۰۲)
اتاق زیر شیروانی قلب من (۲۰۰۲)
۱۹. 말무리 반도 (۲۰۰۲)
شبه جزیره اسب‌های وحشی (۲۰۰۲)
۲۰. 까마귀떼 그림자 (۲۰۰۱)
Shadows Cast by a Murder of Crows (2001)
۲۱. 내 영혼은 길 위에 있다 (۲۰۰۰)
روح من در راه است (۲۰۰۰)
۲۲. 사탄의 마을에 내리는 비 (۲۰۰۰)
باران در دهکده شیطان (۲۰۰۰)
۲۳. 따뜻한 집 (۱۹۹۴)
خانه گرم (۱۹۹۴)
۲۴. 청춘의 동쪽 (۱۹۹۹)
شرق جوانان (۱۹۹۹)
۲۵. 카시오페아 (۱۹۹۷)
Cassiopeia (1997)
۲۶. 소설가는 유서를 남기지 않는다 (۱۹۹۶)
رمان‌نویس وصیت نامه ای را ترک نمی‌کند (۱۹۹۶)
۲۷. 백야 (۱۹۹۶)
شب سفید (۱۹۹۶)
۲۸. 블루 노트 (۱۹۹۶)
یادداشت آبی (۱۹۹۶)
۲۹. 호텔 캘리포니아 (۱۹۹۶)
هتل کالیفرنیا (۱۹۹۶)
۳۰. 독산동 천사의 시 (۱۹۹۵)
شعر فرشته دوکسان دونگ (۱۹۹۵)
۳۱. 섬 그리고 트라이앵글 ۱، ۲، 3 (1994)
جزیره و مثلث جلد ۱–۳ (۱۹۹۴)
۳۲. 나는 인간의 빙하기로 간다 (۱۹۹۳)
من برای عصر یخبندان انسان‌ها را ترک می‌کنم (۱۹۹۳)
۳۳. 술병에 별이 떨어진다 (۱۹۹۳)
سقوط ستاره‌ها روی بطری مشروب (۱۹۹۳)
۳۴. 시인 마태오 (۱۹۹۲)
متیو شاعر (۱۹۹۲)
۳۵. 샤갈의 마을에 내리는 눈 (۱۹۹۱)
برف که بر دهکده شاگال می‌بارد (۱۹۹۱)
۳۶. 지구인의 늦은 하오 (۱۹۹۰)
بعد از ظهر برای مردم روی زمین (۱۹۹۰)
۳۷. 사람구경 (۱۹۸۸)
مشاهده مردم (۱۹۸۸)

### آثار در ترجمه[۳]
1.荆棘冠冕的画像 (چینی)

## جوایز
- ۲۰۰۹: جایزه ادبی Tong-ni
- ۱۹۹۹: جایزه ادبی یی سانگ